# She's Leaving Home
«She's Leaving Home» (en español «Ella se va de casa») es una canción escrita por Lennon-McCartney y grabado y publicado por la banda de rock The Beatles, lanzado al mercado el 26 de mayo de 1967 para el álbum Sgt. Pepper's Lonely Hearts Club Band.
A Paul McCartney canta los versos de la canción, a John Lennon interpreta los coro con largas notas sostenidas y las respuestas de los padres. Las voces de ambos cantantes se grabaron varias veces para crear el efecto emocional de un sonido de coro. La sección de cuerdas fue organizada por Mike Leander, en una decisión de último minuto de McCartney. George Martin estaba lejos mientras grababan la canción; la produjo después, y la cambió un poco. El arpa fue tocada por Sheila Bromberg, la primera mujer que tocó en un disco de los Beatles.

Yo escribí esa. Mi tipo de balada de ese período. A mi hija le gusta. A una de mis hijas le gusta esa. Todavía funciona. La otra cosa que recuerdo es que George Martin se ofendió porque usé otro arreglista. Él estaba ocupado y yo tenía ganas de seguir adelante, estaba inspirado. Creo que George tuvo muchas dificultades para perdonarme por eso. Le dolía, pero no quise lastimarlo.
(Declaraciones de Paul McCartney a Joan Goodman en la revista Playboy, diciembre de 1984)

La historia en la que se basa la canción es probablemente la de una chica de 17 años llamada Melanie Coe, que McCartney quizá leyó en la prensa. Años después, ella declaró: "Me sorprendió qué parecida era la canción a mi historia. La única diferencia era que yo nunca conocí a un hombre "del oficio de mecánico" (from the motor trade). Lo conocí en un casino, y nunca abandoné mi casa mientras mis padres estaban dormidos - me fui cuando estaban trabajando." Melanie se fue porque no tenía libertad. Se casó con el hombre con el que huyó, pero su matrimonio no duró mucho. Ella ahora tiene hijos de otra persona.
La versión estéreo de la canción se mezcló con un tono más bajo y es más lenta, mientras que la versión mono tiene el tiempo correcto.
En el mismo año Harry Nilsson tocó la canción en Pandemonium Shadow Show.
En el 2009 Roupa Nova hizo una versión de esta canción grabado en Londres en el cd/DVD llamado Roupa Nova em Londres

## Personal
- Paul McCartney - voz (pista doble)
- John Lennon - vocalista de apoyo, pista doble (coro griego)

- José Luis García Asensio - violín
- Erich Gruenberg - violín
- Derek Jacobs - violín
- Trevor Williams - violín
- John Underwood - viola
- Stephen Shingles - viola
- Dennis Vigay - violonchelo
- Alan Dalziel - violonchelo
- Gordon Pearce - contrabajo
- Sheila Bromberg - arpa

- Mike Leander - arreglo de cuerdas
- George Martin - director, productor

(Personal según Ian MacDonald)